# Tsurugaoka Hačimangu
Tsurugaoka Hačimangū (鶴岡八幡宮) je najpomembnejše šintoistično svetišče v mestu Kamakura v prefekturi Kanagava na Japonskem. Svetišče je kulturno središče mesta Kamakura in služi kot prizorišče številnih najpomembnejših festivalov z dvema muzejema.
Večino svoje zgodovine je služil kot svetišče Hačimana, v zadnjih letih pa kot budistični tempelj Tendai, značilen za japonsko budistično arhitekturo. Slavni budistični duhovnik Ničiren Daišonin naj bi nekoč obiskal svetišče, da bi grajal kamija Hačimana tik pred njegovo usmrtitvijo na plaži Šičirigahama.
Nekdanje tisočletno drevo ginka blizu njegovega vhoda je 10. marca 2010 izruvalo neurje. Svetišče še naprej velja za eno od pomembnih kulturnih znamenitosti Japonske.

## Zgodovina
To svetišče je bilo prvotno zgrajeno leta 1063 kot podružnica svetišča Ivašimizu v Zaimokuzi, kjer zdaj stoji majhen Moto Hačiman, in posvečeno cesarju Ōdžinu (pobožanstvenemu imenu Hačiman, skrbniški kami bojevnikov), njegovi materi cesarici Džingu in njegovi ženi Hime-gami. Minamoto no Joritomo, ustanovitelj šogunata Kamakura, ga je leta 1191 preselil na sedanjo lokacijo in povabil Hačimana, da prebiva na novi lokaciji, da bi zaščitil svojo vlado. Svetišče je 14. novembra 1280 zajel velik požar, kjer je bilo ukradenih tudi nekaj artefaktov iz notranjega svetišča.

### Atentat na Minamoto no Sanetomo
Eden od zgodovinskih dogodkov, s katerim je povezano svetišče, je atentat na Sanetomo, zadnjega od sinov Minamoto no Joritoma.
V močnem sneženju 12. februarja 1219 (Jōkyū 1, 26. dan 1. meseca) je šōgun Minamoto no Sanetomo prihajal dol iz Tsurugaoka Hačimangūjevega starejšega svetišča, potem ko je pomagal na slovesnosti ob praznovanju njegove nominacije za Udaidžina. Njegov nečak Kugjō, sin drugega šōguna Minamoto no Joriieja, je prišel izpred kamnitega stopnišča svetišča, nato pa ga je nenadoma napadel in ubil v upanju, da bo sam postal šōgun. Morilec je pogosto opisan, kot da se skriva za velikanskim ginkom, vendar nobeno sodobno besedilo ne omenja drevesa in ta podrobnost je verjetno izum iz obdobja Edo, ki se je prvič pojavil v Šinpen Kamakuraši Tokugava Micukunija. Zaradi svojega dejanja je bil Kugjō sam nekaj ur kasneje obglavljen, s čimer je bila linija Seiva Gendži iz klana Minamoto in njihova vladavina v Kamakuri nenadoma končana.

### Svetišče in tempelj
Tsurugaoka Hačimangū je zdaj samo šintoistično svetišče, vendar se je skoraj 700 let od ustanovitve do ločitvenega ukaza šintoizma in budizma (神仏判然令) leta 1868 imenovalo Tsurugaoka Hačimangū-dži (鶴岡八幡宮寺) in je bilo tudi budistični tempelj, eden najstarejših v Kamakuri. Mešanje budizma in čaščenja kamija v kompleksih svetišč in templjev, kot je Tsurugaoka, imenovanih džingū-dži, je bilo nekaj stoletij normalno, dokler se vlada Meidži iz političnih razlogov ni odločila, da se bo to spremenilo. (V skladu s teorijo hondži suijaku so bili japonski kami le lokalne manifestacije univerzalnih Bud, zlasti Hačiman pa je bil eden najzgodnejših in najbolj priljubljenih sinkretičnih bogov. Že v 7. stoletju, na primer v Usa, Kjūšū, so Hačimana častili skupaj z Mirokujem Bosacujem (Maitreja).)
Politika ločevanja (šinbucu bunri) je bila neposreden vzrok resne škode na pomembnih kulturnih dobrinah. Ker je bilo mešanje obeh religij zdaj prepovedano, so morala svetišča in templji oddati nekaj svojih zakladov, s čimer so poškodovali celovitost svoje kulturne dediščine ter zmanjšali zgodovinsko in ekonomsko vrednost svojih posesti. Tsurugaoka Hačimanov velikan Niō (仁王)} (dva lesena čuvaja, ki ju običajno najdemo ob straneh vhoda v tempelj), ki sta bila predmet budističnega čaščenja in zato nezakonita tam, kjer sta bila, sta morala biti prodana Džufuku-džiju, kjer sta še vedno. Svetišče je moralo uničiti tudi stavbe, povezane z budizmom, na primer njegov šičidō garan (七堂伽藍) (popoln kompleks sedmih stavb budističnega templja), njegov stolp tahōtō in njegov midō (御堂, svetišča (Bude)).
Leta 1868 je bil Tsurugaoka Hačimangū v pomembnih pogledih obubožan zaradi te politike iz obdobja Meidži. Vsiljena, neprilagodljiva reformna ortodoksija tega zgodnjega obdobja Meidži je bila nedvomno namenjena vplivanju na budizem in šintoizem. Vendar pa strukture in umetnine tega starodavnega svetišča-templja še niso bile zgrajene kot pomembni elementi japonske kulturne dediščine. Kar je še danes treba obiskati, je le delna različica prvotnega svetišča-templja.

### Obdobja Meiji-Showa
Od leta 1871 do 1946 je bila Tsurugaoka uradno označena za eno od kokuhei-čuša (国幣中社), kar pomeni, da je stala v srednjem razredu razvrščenih, nacionalno pomembnih svetišč.

## Postavitev kompleksa svetišča
Tako svetišče kot mesto sta bila zgrajena z mislijo na feng šuj. Sedanja lokacija je bila skrbno izbrana kot najugodnejša po posvetovanju z vedeževalcem, saj je imela goro na severu (Hokuzan (北山)), reko na vzhodu (N Amerikava), veliko cesto na zahodu (Koto Kaidō (古東街道)) in je bil odprt proti jugu (v zalivu Sagami). Vsako smer je varoval bog: Genbu je varoval sever, Seirjū vzhod, Bjako zahod in Suzaku jug. Vrbe v bližini ribnikov Genpei in katalpe poleg Muzeja moderne umetnosti predstavljajo Seirjū oziroma Bjako. Kljub vsem spremembam, skozi katere je šlo svetišče v preteklih letih, je v tem pogledu Joritomova zasnova še vedno nedotaknjena.
Pred svetiščem je 1,8 km ravna ulica, imenovana Vakamija Ōdži (若宮大路)". To je pristop (sandō (参道)) Tsurugaoka Hačimangū, tam so trije veliki Toriji (šintoistična vrata). Vrata Tori, ki so najbolj oddaljena od svetišča, se imenujejo Iči-no-Tori (prvi tori), tista v sredini so Ni-no-Tori (drugi torii), tista pred svetiščem pa San-no-Tori (tretji tori).
Ko vstopimo, so za San-no-Tori (tretji tori) trije majhni mostovi, dva ravna ob straneh in en obokan na sredini. V dneh šogunata sta bila samo dva, običajni in drugi obokan, narejen iz lesa in pobarvan rdeče. Šogun bi tam pustil svoje spremstvo in sam odšel peš do svetišča. Obokani most se je imenoval Akabaši (Rdeči most) in je bil pridržan njemu: navadni ljudje so morali uporabljati ravnega. Mostovi se raztezajo čez kanal, ki združuje dva ribnika, popularno imenovana Genpei-ike (源平池) ali ribniki Genpei. Izraz izvira iz imen dveh družin, Minamoto (Gen) in Taira (Pei), ki sta se med seboj borili v Joritomovih dneh.
Stela tik za prvim torijem in levo od njega pojasnjuje izvor imena:

Genpejski ribniki
- Genpeiski ribnik (Minamoto ribnik)
- Genpeiski ribnik (Taira ribnik)

Azuma Kagami pravi, da je »aprila 1182 Minamoto no Joritomo rekel menihu Senko in Ōba Kagejošiju, naj dasta izkopati dva ribnika znotraj svetišča«. Po drugi različici zgodbe je bila Joritomova žena Masako tista, ki je, da bi molila za blaginjo družine Minamoto, dala izkopati te ribnike in je dala posaditi bele lotose v vzhodnem in rdeče v zahodni, barve, ki so tiste iz klanov Taira in Minamoto. Iz tega izhaja njihovo ime.
Rdeča barva teh lotosov naj bi pomenila prelito kri Taire.

### Podsvetišča in infrastruktura
Tsurugaoka Hačimangū vključuje več podsvetišč, od katerih sta najpomembnejši svetišče mladih (Vakamija (若宮)) na dnu in svetišče starejših (Hongū (本宮)) 61 stopnic višje. Sedanje poslopje svetišča starejših je leta 1828 zgradil Tokugava Ienari, 11. Tokugava šōgun v slogu Hačiman-zukuri. Tik pod stopniščem je odprt paviljon, imenovan Maiden (舞殿), kjer se izvajajo poroke, plesi in glasba. Nekaj sto metrov desno od svetišča mladih leži Širahata Džindža (白旗神社), nacionalni zaklad. Levo od svetišča starejših leži svetišče Marujama Inari (丸山稲荷社) s številnimi toriji.
V bližini Širahata Džindža lahko najdete tudi Jui Vakamija Jōhaijo (由比若宮遥拝所), dobesedno Jui Vakamija - Mesto molitve na daljavo (glej sliko). Ta objekt, ki je bil prvotno ustvarjen v korist šoguna, omogoča čaščenje v oddaljenosti (Moto Hačiman), ne da bi dejansko šel vse do Zaimokuze.
Tik ob Jui Vakamija Jōhaijo sta dva kamna: če ju polijete z vodo, bi morali na vsakem razkriti obris želve. Eden od otokov v ribniku Minamoto gosti podsvetišče, imenovano svetišče Hatage Benzaiten (旗上弁財天社), posvečeno boginji Benzaiten, budističnemu božanstvu. Iz tega razloga je bilo podsvetišče razstavljeno leta 1868 v času ukaza o »ločitvi šintoizma in budizma« in ponovno zgrajeno leta 1956.

### Vakamija Ōdži
Nenavadna značilnost svetišča je njegov 1,8 km dolg sandō (参道) (pristop), ki se razteza vse do oceana v Juigahami in deluje kot avenija Vakamija Ōdži, glavna ulica Kamakure. Vakamija Ōdži, ki ga je zgradil Minamoto no Joritomo kot posnemanje kjotskega Suzaku Ōdži (朱雀大路), je bil včasih veliko širši in obdan s 3 m globokim kanalom in borovci.
Ko se sprehodimo od plaže proti svetišču, gremo skozi tri torije ali šintoistična vrata, imenovana Iči no Tori (prva vrata), Ni no Tori (druga vrata) in San no Tori (tretja vrata). Med prvim in drugim leži Geba Jocukado (下馬四つ角), ki je bil, kot že ime pove, kraj, kjer so morali jezdeci sestopiti s konjev v znak spoštovanja do Hačimana in njegovega svetišča.
Nekaj sto metrov naprej, med drugim in tretjim torijem, se začne dankazura (段葛), dvignjena pot, obkrožena s češnjevimi drevesi. Dankazura postaja postopoma širša, tako da bo, gledano iz svetišča, videti daljša, kot je v resnici. Celotna dolžina dankazure je pod neposredno upravo svetišča.

### Velikanski ginko
Drevo ginka, ki je stalo ob stopnišču Tsurugaoka Hačimangū skoraj od samega temelja in se pojavlja v skoraj vseh starih grafikah svetišča, je bilo popolnoma izruvano in močno poškodovano ob 4.40 zjutraj 10. marca 2010. Po besedah strokovnjaka, ki je analiziral drevo, je padec verjetno posledica gnitja. Tako štor drevesa kot del njegovega debla, ki je bil ponovno posajen v bližini, sta pognala liste.
Drevo je dobilo vzdevek kakure-ičō (隠れ銀杏, skriva ginko), ker se je po urbani legendi iz obdobja Edo za njim skril zdaj znani morilec, preden je udaril svojo žrtev.

## Dejavnosti
Tsurugaoka Hačimangū je središče številnih kulturnih dejavnosti in v svetišču se vadita tako jabusame (lokostrelstvo s konja) kot kjūdō (japonsko lokostrelstvo). Ima tudi obsežne vrtove potonik, tri kavarne, vrtec, pisarne in dodžo. Na njenem ozemlju stojita dva muzeja, Muzej narodnih zakladov Kamakura, ki je v lasti mesta Kamakura in Prefekturni muzej moderne umetnosti.

## Galerija
- Tsurugaoka Hačimangū – šintoistično svetišče z budistično arhitekturo
- Notranje dvorišče
- Inarijevo svetišče
- Rdeči torij (vrata) ob cesti do svetišča Inari
- Svetišče Širahata
- Svetišče Hataage Benzaiten
- Dva kamna pri Jui Vakamija Jōhaidžo
- Dankazura
- Obokani most
- Obokani most